# Зникнення Стефані Мейлер
«Зникнення Стефані Мейлер» (фр. La Disparition de Stephanie Mailer) — детективний роман сучасного швейцарського письменника Жоеля Діккера, виданий 2018 року французькою мовою.

## Сюжет
У новому детективному романі сучасний швейцарський письменник, лауреат Гран-прі Французької академії та Гонкурівської премії ліцеїстів Жоель Діккер знову інтригує читачів розкриттям заплутаного злочину. 
Сорокап’ятирічний капітан поліції Джесс Розенберґ, унікальний слідчий, що розкрив усі справи, за які брався, й дістав за це прізвисько Капітан 100%, вирішує йти у відставку. На прощальній церемонії, під час якої його вшановують десятки колег, з’являється журналістка Стефані Мейлер і заявляє, що двадцять років тому в найпершій справі, яка стала визначальною в кар’єрі Розенберґа й кардинально змінила його життя, капітан припустився фатальної помилки, через яку в убивстві чотирьох людей обвинуватили невинну особу.
За кілька годин Стефані Мейлер, яка самостійно провадить розслідування того давнього злочину, таємничо зникає. Капітан Розенберґ вирішує зачекати з відставкою й береться за повторне слідство...

## Цитати
«Якщо ви вбили перший раз, то можете вбити і вдруге. А якщо вбили двічі, то можете вбити все людство. Адже меж більше немає».
***
«Не має значення, звідки ти походиш, про тебе судять за тим, куди ти йдеш».
***
«Гарні люди завжди вважають себе негарними».
***
«Ви бачите те, що вам хочеться бачити, а не те, що вам показують».